# 現實主義 (國際關係)

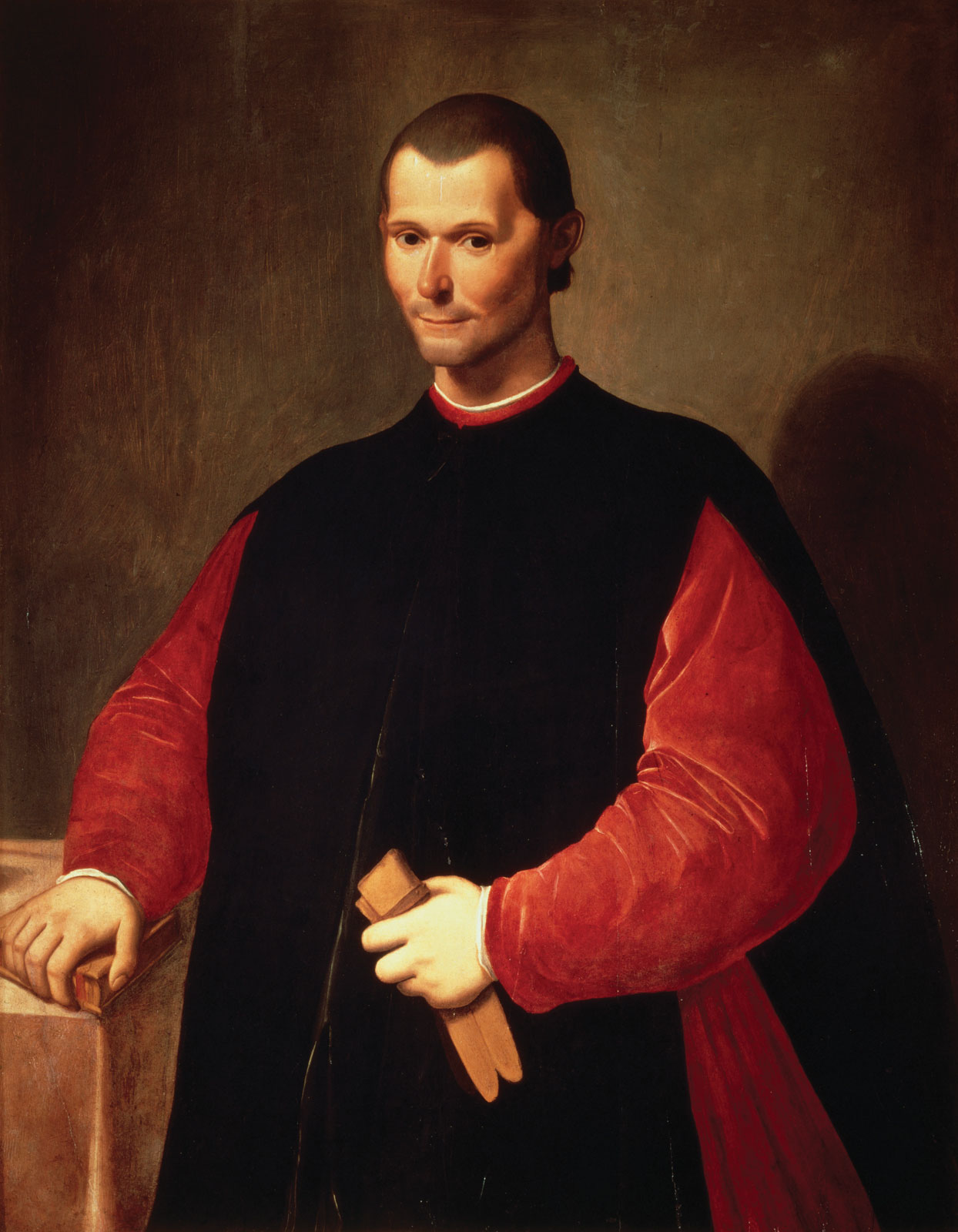
馬基維利的《君王論》可視為現實主義理論思想的先驅之一

國際關係現實主義，是一組國際關係的理論與實踐，強調權力關係對於國家行為的影響，關注民族國家之間的權力平衡以及對國家利益的追求。該理論主張，國家在決策時權力與利益的考量，高於理想或道德，並嚴詞批評戰間期的理想主義。
根據獨立變項的層次來區分，國際關係現實主義分為數個流派：結構現實主義（獨立變項為體系層次）、古典现实主义（個人層次與國家層次）、新古典现实主义（體系與國家和個人層次都考量）。

## 源流和歷史
現實主義之基本思路，可追溯自馬基維利。而現實主義一詞源自19世紀德國的現實政治（德語：Realpolitik）一語。現實主義，在20世紀成為了國際政治學界主流的理論。並於第一次世界大戰和第二次世界大戰中獲得了證實，在學術界擊敗了理想主義，從此成為國際關係領域最重要的理論。第一次大戰後，國際關係這一領域興起，此時則為古典現實主義與理想主義的辯論，而二次大戰的爆發，讓理想主義一度銷聲匿跡。1960年代，行為科學革命席捲了國際關係學界，古典現實主義之傳統研究方法（即歷史、哲學、神學）受到嚴重挑戰。應用於自然科學的科學哲學影響了新一代的國際關係學者，肯尼思·沃爾茲即一代表性人物。他以科學之方法對傳統途徑提出批判，並提出兩項重大貢獻，層次分析與結構現實主義。

## 理論
现实主义国际关系理论有四个核心假设：
1. 国际体系的无政府性（anarchy）。由于无政府性是既定的、高度稳定的，所以国际关系的性质——战争与冲突也是不会改变的。
2. 在无政府状态下，主权国家是国际体系最重要的行为体。现实主义者将国家视为分析国际关系的基本单元，国际社会的基本特征是以主权国家为中心、以主权国家间的交往为主要内容的。
3. 国际关系的主体——主权国家是单一的、理性的行为体。在现实主义者看来，尽管国家内部具有多元的政治力量，但在国际舞台上，国家是一个统一实体，是超个人、超阶级、超社会集团的。按照这种假设，当国家处于相同的环境和面对同样的问题时，任何国家都会做出基本相似的理性决策，那么国家的行为就是可以预期的。
4. 国际社会的无政府性决定了国际体系中主要行为体——国家只能自保。合作是有限的、脆弱的、不可靠的。国家的根本利益是追求权力和安全。在现实主义者眼里，国际关系的历史和现实无非是人类集团与集团之间为获取安全、威望和权力而进行的一场持久的斗争。

現實主義有幾項重要論點：
1. 古典現實主義最主要的假設是人類天性自我中心而且有競爭性。
2. 國際體系是無政府狀態：在國家之上沒有足以約束國家互動的威權，即法律上國家平等，誰也沒權利號令誰。相對的，也沒有更高權威維持國際秩序，故國家必需自利自助（英語：self-help）即沒有權威式“世界政府”。[2]
3. 國家才是國際事務的主要行為者而不是國際組織、非政府組織或跨國企業，因為這三者皆無合法壟斷暴力的能力。
4. 國家是為自身利益行動的理性行為者:其首要目標是自身安全或曰公權力的存續，政治利益、經濟利益、價值觀皆不如安全重要，為了安全，國家可以放棄其他利益。
5. 國家之間的安全相互排斥：A國多一分權力即多一分安全；B國則因A國強一分而相對弱一分，因此變得不安全。若各國都增加權力，且沒有一國有把握在戰爭中勝過其他國家，因此不發動戰爭，即達成權力平衡狀態；這一過程若是以累積軍事力量的方式進行，則為軍備競賽。

## 古典現實主義
1919年，在英國，國際關係理論獨立成科。此時現實主義與理想主義並列為顯學。這段時期的現實主義被稱為古典現實主義(英語：Classical Realism)。

### 古典現實主義之主要論點
1. 宇宙間沒有客觀存在的真理
2. 國際社會的無政府狀態（英語：Anarchy）：弱肉強食
3. 國家中心（英語：State center）
4. 追求利益（英語：Pursuit of Interest）
5. 權力極大化（英語：Maximize its Power）
6. 權力平衡（英語：Balance of Powers）[來源請求]

### 摩根索的政治現實主義六項原則
摩根索的政治現實主義六項原則成為了古典現實主義的主要觀點：
1. 政治，如同一般社會，由根植於人性的客觀法則所支配，這些法則是永恆不變的，因此存在著可能性，推導出一種合適的理論來反映這些法則。
2. 政治現實主義的基本標誌是由權力界定的利益概念，該概念使政治研究的主題具有了理性指導，同時從理論高度理解政治成為可能。
3. 現實主義視權力界定的利益為普遍適用的客觀範疇，但這並不意味著它是一成不變的。權力是人對人的控制。
4. 政治現實主義注意政治行為的道德意義。同時它也注意到，在訴求道德與要求政治成功二者之間存在著緊張關係。
5. 政治現實主義拒絕把某一特殊國家的道德追求混同於支配世界的道德法則，權力界定的利益概念將我們從道德狂熱與政治謬誤中解救出來。
6. 政治現實主義者堅守政治領域的自主；政治家會問「這種政策會如何影響國家的權力？」政治現實主義基於關於人性的多元概念。由於缺乏道德約束，純粹的「政治人」將是一頭野獸。但是，為了推導出一門研究政治行為的自主理論，就必須把「政治人」概念從人性的其他特徵中抽象出來。

### 對理想主義的批評
古典現實主義主張國際關係研究應該從應然回歸到實然，對理想主義（古典自由主義）多有下列幾點批評：
1. 主张人性恶，自私和贪婪是人的本性不可能改变，政治家的任务不是去教育改造而是建立机制限制它；
2. 生存是國家應考慮的首要任務，國際社會如同原始叢林，無政府狀態，弱肉強食。
3. 抽象的道德原则不适用于政府行为，国家利益的行为准则不同于个人的行为准则；
4. 国际组织和国际法在政治权力和利益面前微不足道，后者是国家间关系的核心问题，权力和实力是国际话语权的唯一保障；
5. 国际政治学的主要任务是说明世界的现状，不是未来的行为准则，应面对现实，谋求本国的权力和利益。[來源請求]

代表人物與理論，有修昔里德、馬基維利、霍布斯、俾斯麥、克勞塞維茨等國際關係學科獨立前的人物，以及愛德華‧卡爾的《两次世界大战之间的国际关系》、漢斯·摩根索、坎南的圍堵政策等。

## 新現實主義
基欧汉在其编著的《新现实主义及其批判》一书中，将现实主义区别为古典现实主义和新现实主义。前者以摩根索的《国家间政治》为代表，后者以沃尔兹的《国际政治理论》为代表。新现实主义与古典现实主义有着相同的思想渊源。新现实主义继承了古典现实主义关于无政府状态、国家中心说及对国家单一、理性行为体的假设。不过，新现实主义对古典现实主义做出了以下三個重大修正，為沃爾茲結構現實主義的基本公設：
1. 古典现实主义将冲突归于人性，而新现实主义将冲突归于国际体系的无政府性，认为无政府性是国际关系的第一推动力。[需要解释]
2. 新现实主义认为，生存是国家在无政府的国际体系中的第一考虑。国家的根本利益是实现安全，而不是无限制地获得、维持和增加权力。权力只是实现安全的手段。
3. 在解释国家行为时，传统现实主义将国家利益作为国家行为的主要动机。由于在传统现实主义的语境中，国家利益可以包罗万象，因而它只能是一个一般的、笼统的、难以操作的抽象理论概念。而新现实主义从体系层次上寻找国家行为的根源，提出体系结构（国际体系中权力的分配，主要指大国之间的力量对比）是对体系单位（国家）行为最重要的影响因素，国际体系结构决定国家的国际行为。国际体系结构，依不同學者分類，包含了單極體系、溫和雙極體系、激烈雙極體系、多極體系與一超多強等等。

### 結構現實主義
結構現實主義，為對沃爾茲新現實主義的別稱。認為假定無論其政體民主與否、民族性、文化，除了國力上的差異，即權力大小的差異，國家都是一樣的。影響各國對外政策的因素，並非國家內部之歧異，而是國家在國際結構中所處的位置不同。這一理論假定被批評為過於簡化，但結構現實主義可以回應，這是為了產生通則性的知識，所做出必要的簡化。代表人物有肯尼思·沃爾茲、吉爾平、基辛格、布热津斯基。

### 守勢現實主義
守勢現實主義（英語：Defensive Realism），得名自米爾斯海默對沃爾茲現實主義理論的稱呼。守勢現實主義，藉由權力均衡的方式來維持安全和平，讓戰爭代價極大化，勝利也變成無利可圖，從而維持和平。在守勢現實主義的觀點中，弱小國家無法達成此種代價極大化，因此會選擇結盟和依附強國。此狀態下，能提供平衡保護的強國即使做出的事情，與該小國觀點不同，甚至利益衝突，在最大容忍範圍內，小國也會違心地表示贊同。此為採取守勢的現實主義。

### 攻勢現實主義
攻勢現實主義（英語：Offensive Realism），為結構現實主義的分支。與結構現實主義相同，以結構解釋國家行為，但挑戰肯尼思·沃爾茲等守勢現實主義理論。攻勢現實主義，主張國家追求霸權是理性行為。體系中發動戰爭的誘因比沃爾茲等人想得更強。
基本假定：
1. 無政府狀態
2. 國家求生存
3. 國家是理性的
4. 國家總是有進攻之能力
5. 且國家永遠無法確認他國意圖。

推論：由於國家總是無法確認他國意圖，故簽訂和平條約、軍備控制都不是有效達成安全的手段。國家皆會恐懼被消滅，而為了維持安全，只有成為霸權，強大到其他國家聯合起來也無法戰勝，才能真正保障安全。
相較於守勢現實主義的優點：
1. 能解釋權力平衡狀態下的國家依然相互競爭。
2. 能解釋歷史上重大戰爭。

不單只追求短期獲利，更從中考量長期利益。當然，在國際社會的自助體系下，增加權力是國家的目標也是手段，換言之，沒有限制，以相對權力增加為目的，設法提升其在國際權力分配中所佔比例。
代表人物為約翰·米爾斯海默。

## 新古典現實主義
冷戰結束與建構主義的挑戰下，現實主義的學者試圖另闢新徑。新古典現實主義（英語：Neoclassical Realism）發展於1990年代，約於1995年以後開始有了較大的影響力。在維持現實主義作為國際關係理論主流研究典範的前提下，嘗試接合新現實主義之結構體系觀點，以及古典現實主義宗師漢斯·摩根索注重之領導人認知與國內政治觀點。代表人物有史威勒、查尔斯·格拉瑟及杰克·斯奈德等
史威勒在國家動機方面，認為滿足現狀國家與修正主義國家，兩者的企圖與動機非永久不變。弱國扈從（bandwagon）強國亦是其維持現狀或改變現狀的手段，重新審視現實主義對「同盟」（alley）的解釋框架。格拉瑟在非結構因素方面，將「軍事技術」視為一種非結構因素，當當代的軍事技術有利於攻方時，武器管制會被各國視為重要的政策工具；當當代的軍事技術有利於守方時，武器管制的重要性將降低。更為重要的是，格拉瑟將當代軍事技術是傾向守方或攻方是否清楚明瞭為各國所知，稱為軍事技術的「攻守可區分性」（offense-defense distinguishability）。當攻守可區分性十分明顯是有利於攻方或守方時，國家的企圖與意志將變得容易判定，使得安全困境的風險降低，提供國際間合作的可能。格拉瑟不僅重估了現實主義對各因素的分類，也審視了現實主義認為各國不會合作的傳統。

## 批評

### 新自由主義
基欧汉在其编著的《新现实主义及其批判》挑戰現實主義，提出各式批評。另一方面，民主和平論的支持者，認為民主國家之間不會發生或鮮少戰爭，故批評現實主義不適用於民主國家之間的關係。